# 奧列什基夫齊
49°20′20″N 26°34′29″E / 49.33889°N 26.57472°E
奧萊什基夫齊（烏克蘭語：Олешківці）是位於烏克蘭西部的村莊，由赫梅利尼茨基州裡赫梅利尼茨基區的近衛軍村市鎮負責管轄。該村面積0.9平方公里，海拔高度290米，2001年人口224，人口密度每平方公里250人。